# Южно-Гвинейская возвышенность
Южно-Гвинейская возвышенность — плоскогорье на западном побережье Экваториальной Африки, расположенное в географической области Нижняя Гвинея, включает в себя Камерунские горы, Хрустальные горы, горы Шайю, горные гряды Майобе, переходящие на востоке в Хрустальные горы.

## География
Вытянуто вдоль западного побережья Экваториальной Африки от залива Биафра (Камерун) на севере — до устья реки Кванза на юге (Ангола). обрамляет с запада впадину Конго.

## Рельеф
Состоит из массивов, плато и горных гряд. На севере — массив Камерун с действующим вулканом Камерун (4040 м). В пределах Экваториальной Гвинеи и Габона представлена сильно расчленёнными Хрустальными горами с наивысшей точкой гора Дана высотой 1000 метров. Южнее находится гранитный массив горы Шайю (гора Ибиджи — 980 метров) отличающийся мягкими сглаженными формами. Ещё южнее тянутся горные гряды Майобе — высотой до 930 метров, переходящие на востоке в Хрустальные горы с высотами 670—700 метров (идентичное название в пределах Конго). Их прорезает река Конго, проходящая в узком зигзагообразном ущелье глубиной до 500 метров, на этом участке в русле реки расположено 32 водопада и порога., названных водопадами Ливингстона.

## Геология
Образована приподнятым краем древнего докембрийского сильно расчленённого фундамента Африканской платформы.

## Климат
Годовая сумма осадков на севере 1000—1500 мм (на западных склонах Камерунских гор до 10 000 мм), на юге осадков становится меньше — до 100 мм в год.

## Растительность
Местами массивы влажных тропических лесов, хотя в основном преобладают вторичные влажные высокотравные саванны, южнее реки Конго располагаются парковые саванны.